# عبد الحليم الأشقر
عبد الحليم حسن عبد الرازق الأشقر (18 أغسطس 1958 - ) سياسي وبروفيسور فلسطيني، اعتقلته السلطات الأمريكية عدة مرات. ترشح لانتخابات الرئاسة الفلسطينية عام 2005 والتي فاز بها الرئيس محمود عباس.

## حياته
ولد عبد الحليم حسن عبد الرازق الأشقر في قرية صيدا في طولكرم بتاريخ 18 أغسطس 1958. التحق بجامعة بيرزيت والتي تخرج منها عام 1982 بدرجة البكالوريس في إدارة الأعمال، ثم حصل على درجة الماجستير في إدارة الأعمال من جامعة لافيرن في اليونان عام 1989، وعلى درجة الدكتوراة في إدارة الأعمال من جامعة المسيسيبي. قبل مغادرته فلسطين، كان مقرّ جهاز الشاباك الإسرائيلي في مدينة طولكرم يرفض باستمرار منح الأشقر وثيقة السفر حتى وكّل الأشقر محاميًا مكنه في النهاية من الحصول على الوثيقة.
عمل الأشقر محاضراً في كلية الهندسة بالجامعة الإسلامية في غزة، وتزوج خلال وجوده هناك من سيدة من عائلة مهنا. يقيم الأشقر في ولاية فرجينيا في الولايات المتحدة منذ أعوام طويلة، وقد عمل بروفيسوراً في العديد من الجامعات الأمريكية، كان آخرها جامعة هاورد في واشنطن.

## اعتقاله من قبل السلطات الأمريكية
اعتقلته السلطات الأمريكية لمدة 11 عامًا بتهمة الانتماء لحركة حماس والمساعدة بتمويل الحركة.

## اعتقاله من قبل السلطات الإسرائيلية
مساء يوم الأربعاء 5 يونيو 2019، سلمت الولايات المتحدة الأشقر لإسرائيل على متن طائرة هبطت في مطار بن غوريون عقب انتهاء فترة محكوميته في الولايات المتحدة الأمريكية، وبعد 72 ساعة تم إعادته إلى الولايات المتحدة الأمريكية ليوضع تحت الإقامة المنزلية، مع سوار رقابة إلكترونية في قدمه.